# Skarzyn (Mazovie)
Pour les articles homonymes, voir Skarzyn.
Skarzyn (prononciation : [ˈskaʐɨn]) est un petit village situé en Pologne, plus précisément dans la voïvodie de Mazovie, une région au centre-est du pays. Il fait partie de la gmina (commune) de Sobolew, dans le district de Garwolin. Cette région est principalement rurale, avec une économie centrée sur l’agriculture et l’artisanat local.
Il se situe à environ 5 kilomètres au sud-ouest de Płońsk (siège de la gmina et de la powiat) et à 62 kilomètres au nord-ouest de Varsovie, la capitale de la Pologne.
Le village compte approximativement une population de 401 habitants en 2006.

## Histoire
De 1975 à 1998, le village appartenait administrativement à la voïvodie de Ciechanów.